# SEAT Tango
El SEAT Tango es un prototipo de automóvil presentado en el Salón del Automóvil de Frankfurt de 2001 por el fabricante español SEAT. Fue la tercera creación del diseñador italiano Walter da Silva para la marca SEAT, es un roadster de dos plazas con estructura tubular, inspirado en los descapotables clásicos de los años 50 y 60. Desarrollado bajo el proyecto (SE245) a partir de la plataforma (PQ24), el modelo incluía faros de xenón y curiosos accesorios como maletas, caja de herramientas y un casco forrados de la misma tapicería de cuero marrón, estos estaban ocultos en los huecos detrás de los cabeceros y la apertura del maletero era al estilo de un cajón. Estaba equipado con un motor gasolina turbocomprimido de 1,8 litros de cilindrada (1781 cc) y con una potencia de 180 CV a 5600 rpm. Podía acelerar de 0 a 100 km/h en 7,0 segundos y alcanzar los 235 km/h de velocidad máxima.
Un poco más tarde apareció una nueva versión del Tango llamada SEAT Tango Racer. Era una versión que parecía un monoplaza pero en realidad era un biplaza deportivo que, con una cubierta oculta la plaza del pasajero, fue presentado en color amarillo con la parte superior en gris, y tenía la misma motorización del SEAT Tango normal.